# Sergio Archangelsky
Sergio Archangelsky (Casablanca, 27 de março de 1931 – Vicente López, 10 de julho de 2022) foi um paleontólogo, paleobotânico, pesquisador e professor universitário argentino, pioneiro na pesquisa paleobotânica na Argentina e na América Latina.
Autor de mais de 200 artigos científicos, Sergio foi o primeiro a aplicar seccionamento ultrafino e microscopia eletrônica de transmissão em cutículas fósseis. Ele também descreveu os mais diversos fósseis da flora do Cretáceo Inferior do Hemisfério Sul do que hoje é conhecido como Grupo Baqueró. Entre os fósseis que ele descreveu estão as angiospermas mais antigas da porção sul da América do Sul.

## Biografia
Sergio nasceu em Casablanca, no Marrocos, em 1931. Era filho de Mikhail Archangelsky e Polina Ivanovna Axenova e ainda era criança quando a família se mudou para a Argentina. Inicialmente se estabeleceram em Comodoro Rivadavia (província de Chubut), onde seu pai trabalhava na Yacimientos Petrolíferos Fiscales (YPF). Desde muito jovem demonstrou interesse pelas ciências naturais e foi o geólogo Alejandro M. Piátnitzky, amigo de seus pais, quem determinou sua forte vocação para os fósseis quando o acompanhou em seus passeios pelos campos da cidade.
De volta a Buenos Aires, formou-se bacharel em 1948 no Colégio Nacional de Buenos Aires e em 1954 graduou-se como geólogo na Universidade de Buenos Aires (UBA) com especialização em paleontologia e paleobotânica. Seu professor de Botânica, Alberto Castellanos, foi um fator determinante para sua vocação para a paleobotânica. Obteve o doutorado em Ciências Naturais em 1957 com o estudo da flora permiana da Formação La Golondrina, na província de Santa Cruz. Trabalhou na província de Tucumán, com pesquisa e docência entre 1955 e 1961. Obteve uma bolsa de estudos para pós-doutorado no Reino Unido, onde trabalhou na Universidade de Glasgow e na Universidade de Reading, entre 1959 e 1960.
Durante os anos de 1956 a 1959, foi Professor de Paleontologia e Geologia na Universidad Nacional de Tucumán e de 1961 a 1978 Professor Associado de Paleobotânica na Faculdade de Ciências Naturais e Museu da Universidade Nacional de La Plata. Em 1961, ingressou como Pesquisador do Consejo Nacional de Investigaciones Científicas y Técnicas (CONICET) e após longos anos de destaque como Pesquisador Sênior, foi nomeado Pesquisador Emérito em 2013. No CONICET coordenou e dirigiu a Unidade de Paleobotânica e Palinologia (1975-83) e ingressou como professor titular de paleobotânica no Museu de La Plata. Foi professor visitante na Universidade Federal do Rio Grande do Sul (1970-1973, 1981), na Universidade de São Paulo (1974) e na Universidade Estadual de Ohio, em 1984. Ao retornar para Buenos Aires, entrou para a equipe do Museu Bernardino Rivadavia de Ciências Naturais.
Com mais de 200 artigos publicados na área de paleobotânica e palinologia, é autor do livro Fundamentos de Paleobotánica (1970). Foi presidente de várias associações acadêmicas, organizou simpósios e congressos, tanto na Argentina quanto no exterior, em especial no Brasil. Foi o orientador de pelo menos 19 teses de doutorado em universidades de toda a América Latina. É membro da Academia Nacional de Ciências de Córdoba. Recebeu vários prêmios em sua carreira, entre eles o Premio Konex en Botánica (1993) e Pesquisador Emérito do CONICET (2013).

## Morte
Sergio morreu em 10 de julho de 2022, aos 91 anos.

## Livro
- Fundamentos de Paleobotánica, (1970)